# 霍爾德法斯特角
66°48′S 66°36′W / 66.800°S 66.600°W
霍爾德法斯特角（英語：Holdfast Point）是南極洲的海岬，位於葛拉漢地，處於雷角西南面22公里，該海岬根據英國測量隊的空中照片被繪入地圖，現時由南極條約體系管理。